# فوتبال کریمسن تاید آلاباما
برنامه فوتبال کریمسن تاید آلاباما (انگلیسی: Alabama Crimson Tide football) نماینده دانشگاه آلاباما در ورزش فوتبال آمریکایی است. این تیم در زیرشاخه فوتبال بول اتحادیه ملی ورزش دانشگاهی (NCAA) و شاخه غربی همایش جنوب شرقی (SEC) رقابت می کند. هم اکنون نیک سیبن مربیگری این تیم را بر عهده دارد. کریمسن تاید در زمره پرافتخارترین برنامه های فوتبال در تاریخ NCAA است. این تیم از شروع رقابت در سال ۱۸۹۲ تا کنون ۱۷ قهرمانی کشوری NCAA به دست آورده است. 